# Renault 5 Turbo
Renault 5 Turbo – specjalna odmiana modelu samochodu osobowego Renault 5 przystosowana zarówno do rajdów jak i do użytku drogowego.
5 Turbo napędzany był przez turbodoładowany umieszczony centralnie silnik 1397 cm³ Cléon. Samochód został oparty na zmodyfikowanym podwoziu Renault 5. W podstawowej odmianie silnik osiąga 160 KM (118 kW).
Pierwsza wersja Renault 5 Turbo spełniała wymagania Grupy 4. Druga wersja, Turbo 2, została wyprodukowana przy użyciu części pochodzących z oryginalnego Renault 5, cięższych od tych z pierwszej wersji 5 Turbo (zwanej "Turbo 1").
Wszystkie odmiany rajdowe Turbo 5 były budowane na bazie Turbo 1. Renault zwiększał moc silnika samochodu do 180 KM (132 kW), 210 KM (154 kW) i 350 KM (257 kW) w Maxi 5 Turbo.
W 2004 amerykańskie czasopismo motoryzacyjne Sports Car International przyznało Renault 5 Turbo numer 9 na liście "Dziesięciu Najlepszych Sportowych Samochodów Świata lat '80".
Wyprodukowano tylko 3167 egzemplarzy modelu. Obecnie samochód jest bardzo poszukiwany przez kolekcjonerów oraz pasjonatów. Egzemplarze zachowane w bardzo dobrym stanie oraz po renowacji na aukcjach osiągają ceny przekraczające 125 000 Euro.

## Dane techniczne

### Silnik
- R4 1,4 l (1397 cm³), 2 zawory na cylinder, OHV, Garrett AiResearch T3 turbo
- Układ zasilania: wtrysk Bo K-Jet
- Średnica × skok tłoka: 76,00 mm × 77,00 mm
- Stopień sprężania: 7,0:1
- Moc maksymalna: 162 KM (119,3 kW) przy 6000 obr./min
- Maksymalny moment obrotowy: 221 N•m przy 3250 obr./min

### Osiągi
- Przyspieszenie 0-100 km/h: 6,6 s
- Czas na ¼ mili: 15,0 s
- Prędkość maksymalna: 209 km/h

## Galeria

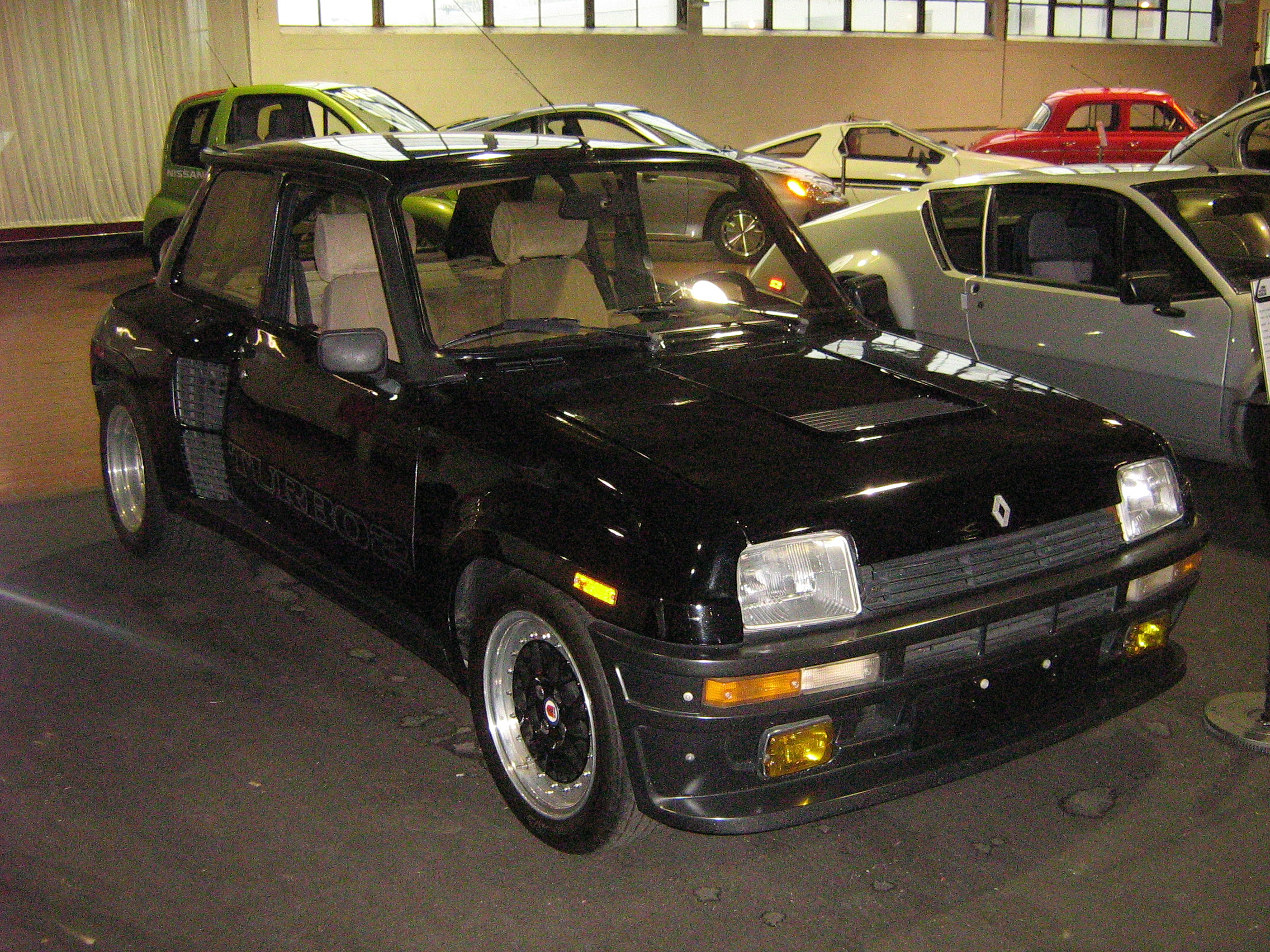
'85 R5 Turbo
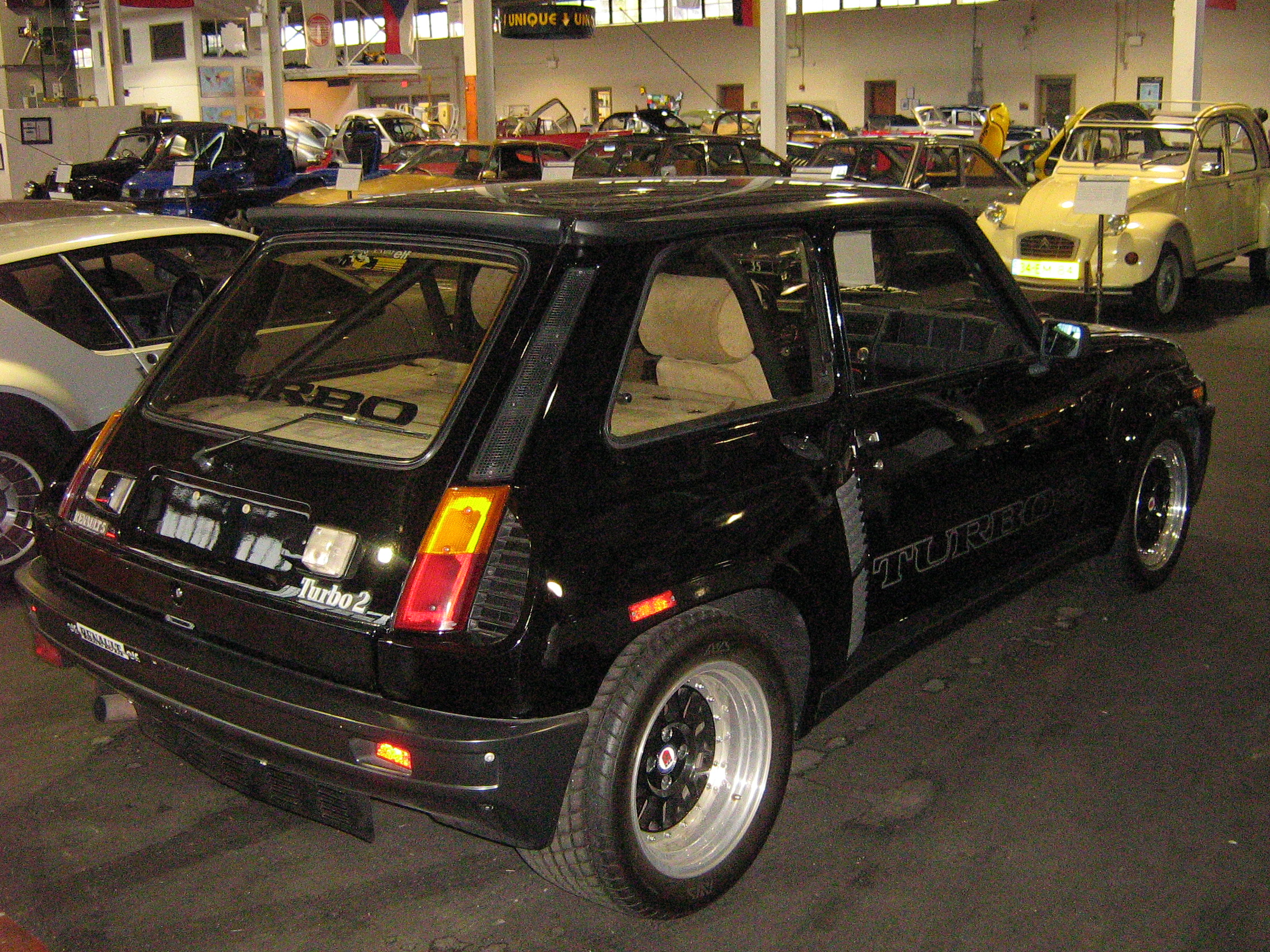
'85 R5 Turbo
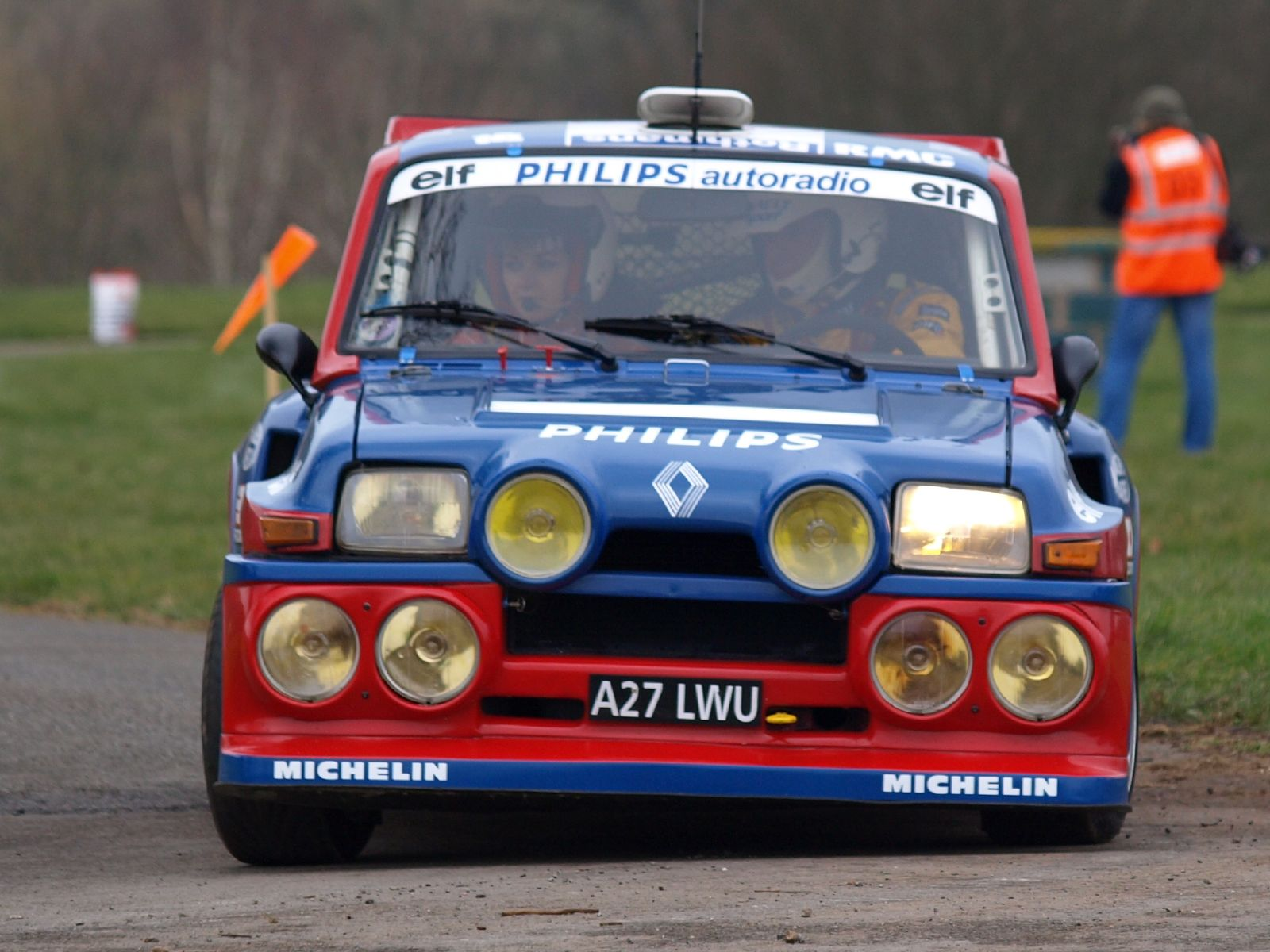
Wersja rajdowa
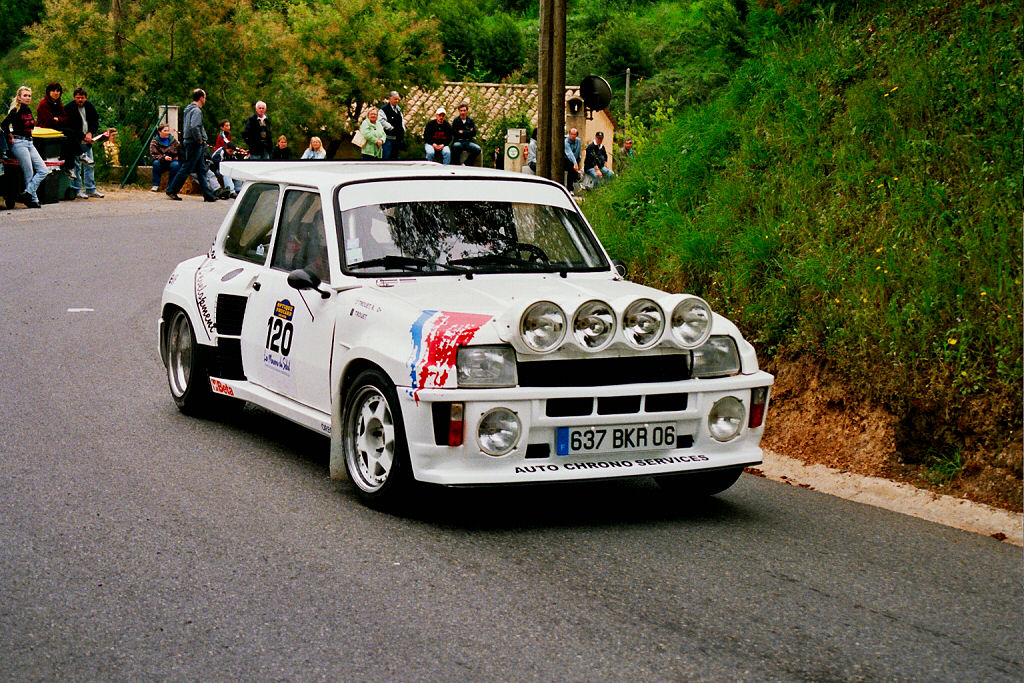
Wersja rajdowa